# Radomír Šimůnek sr.
Radomír Šimůnek sr. (Plzeň, Regió de Plzeň, 8 d'abril de 1962 - Kamenice, 10 d'agost de 2010) va ser un ciclista txec, especialista en el ciclocròs. Va guanyar dos campionats del món en categoria amateur i un en categoria professional.
El seu fill Radomír també s'ha dedicat al ciclocròs.

## Palmarès
- 1979-1980
  -  Campió del món en ciclocròs júnior
- 1982-1983
  -  Campió del món amateur en ciclocròs
- 1983-1984
  -  Campió del món amateur en ciclocròs
  - Campió de Txecoslovàquia en ciclocròs
- 1990-1991
  -  Campió del món de ciclocròs
  - 1r al Superprestige
  - Campió de Txecoslovàquia en ciclocròs
- 1991-1992
  - 1r al Superprestige
  - Campió de Txecoslovàquia en ciclocròs
- 1993-1994
  -  Campió de Txèquia en ciclocròs
- 1994-1995
  - 1r al Superprestige
  -  Campió de Txèquia en ciclocròs
- 1996-1997
  -  Campió de Txèquia en ciclocròs
- 1997-1998
  -  Campió de Txèquia en ciclocròs